# Georges Casse

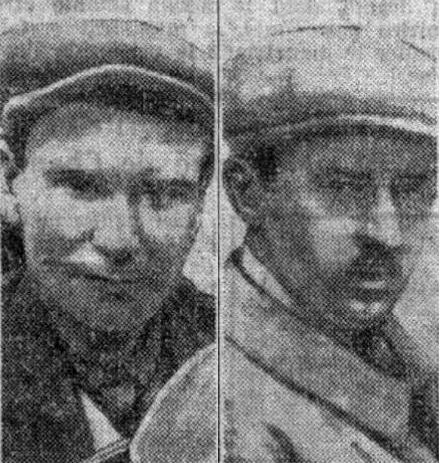
Georges Casse (links) beim 24-Stunden-Rennen von Le Mans 1927

Auguste Georges Bernard Casse (* 23. April 1890 in Paris; † 2. Juni 1948 ebenda) war ein französischer Autorennfahrer.

## Karriere
Georges Casse bestritt in den 1920er-Jahren Sportwagen- und Monopostorennen in Frankreich. 1923 war er Starter beim Debütrennen der 24 Stunden von Le Mans und wurde Zwölfter in der Gesamtwertung. 1927 fuhr er mit dem dritten Rang aufs Podium in Le Mans. Dritter wurde er 1929 auch bei den 2 × 12 Stunden von Brooklands.

## Statistik

### Le-Mans-Ergebnisse
| Jahr | Team                        | Fahrzeug     | Teamkollege    | Platzierung             | Ausfallgrund |
| ---- | --------------------------- | ------------ | -------------- | ----------------------- | ------------ |
| 1923 | Société des Moteurs Salmson | Salmson VAL3 | Lucien Desvaux | Rang 12 und Klassensieg |              |
| 1926 | Société des Moteurs Salmson | Salmson GS   | André Rousseau | Rang 9 und Klassensieg  |              |
| 1927 | Émile Salmson et Cie        | Salmson GS   | André Rousseau | Rang 3 und Klassensieg  |              |
| 1928 | Société des Moteurs Salmson | Salmson GS   | André Rousseau | Rang 10                 |              |